# Q and Not U
Q and Not U (с англ. — «Q, а не U») - постхардкор-группа из Вашингтона, подписавшая контракт с Dischord Records. Участники Джон Дэвис, Харрис Клар, Кристофер Ричардс и Мэтт Борлик сформировали группу в 1998 году. После ухода Борлика, последовавшего за выпуском их первого альбома, группа продолжила запись еще двух пластинок, получивших признание критиков, в составе трех человек, исследуя аспекты дэнс-панка и других разнородных музыкальных стилей. Q and Not U распались в сентябре 2005 года после завершения своих гастрольных турне и короткого прощального концерта в Вашингтоне, на сцене ночного клуба Black Cat.

## Дискография
Альбомы
- No Kill No Beep Beep (Dischord, October 2000)
- Different Damage (Dischord, October 2002)
- Power (Dischord, October 2004)

Синглы
- Hot and Informed (Dischord/Desoto, April 2000)
- On Play Patterns (Dischord, April 2002)
- X-Polynation/Book of Flags (Dischord, September 2003)
- Wonderful People Remix EP (Dischord, September 2005)